# Leishmania tropica
Leishmania tropica (лат.) — вид жгутиконосных паразитических протистов рода Leishmania, возбудитель антропонозного кожного лейшманиоза. Облигатные паразиты. Единственным доказанным естественным резервуаром является человек, но может поражать также собак, даманов и грызунов. Переносчик — москит вида Phlebotomus sergenti.

## Неоднозначность наименования
Когда в 1903 году на основании выделения идентичных паразитов из кожных язв и от больных кала-азаром был описан род Leishmania, возбудителю кала-азара было присвоено название L. donovani, а кожного лейшманиоза — Leishmania tropica. Это название долгое время применялось для обозначения любых возбудителей кожного лейшманиоза, особенно в Старом Свете.
В 1913—1915 году В. Л. Якимов выделил два морфологических варианта возбудителя кожного лейшманиоза в Туркестане — с крупными или мелкими амастиготами — Leishmania tropica var. major и L. tropica var. minor, впоследствии они чаще обозначались как подвиды, без обозначения «var.».
В научных публикациях подвид не всегда указывался, поэтому обозначение L. tropica иногда в действительности относится к L. major или L. aethiopica. В 1973 году было предложено, исходя из клинико-эпидемиологических особенностей, считать эти подвиды отдельными видами. L. tropica minor получила название L. tropica, Leishmania tropica major — L. major, а возбудитель кожного лейшманиоза в Восточной Африке — L. aethiopica.